# 3I/ATLAS
3I/ATLAS, còn được gọi là C/2025 N1 (ATLAS) và trước đây là A11pl3Z, là một sao chổi liên sao được phát hiện khi đang bay vào quỹ đạo của trạm Hệ thống Cảnh báo Cuối cùng về Va chạm Tiểu hành tinh trên Trái Đất (ATLAS) tại Río Hurtado, Chile ngày 1 tháng 7 năm 2025, khi nó cách  Mặt Trời 4,5 AU (670 triệu km; 420 triệu dặm) và di chuyển với tốc độ tương đối 61 km/s (38 dặm/s).